# Characidium serrano
Characidium serrano es una especie de peces de la familia Crenuchidae en el orden de los Characiformes.

## Morfología
Los machos pueden llegar alcanzar los 5,4 cm de longitud total.
- Número de  vértebras: 36.[1]

## Hábitat
Vive en zonas de clima tropical.

## Distribución geográfica
Se encuentran en Sudamérica:  cuenca del río Uruguay en Brasil.